# Інге (Новий Тайбей)
Інге (кит.: 鶯歌區) — район в місті центрального підпорядкування Республіки Китай Новий Тайбей.
До 2010 року був міською волостю (鎮 zhèn) повіту Тайбей (кит. трад.: 縣; піньїнь: xiàn; певедзі: koān), заснованого 7 січня 1946 року, у складі провінції Тайвань. 25 грудня 2010 року став частиною (кит. трад.: 區; піньїнь: qū; певедзі: ku) новоутовреного міста.

## Географія
Площа району Інге на 10 вересня 2017 становила близько 21,1248 км².

## Населення
Населення району Інге (Новий Тайбей) на 2015 становило близько 87 931 осіб. Густота населення становила 4162,5 осіб/км².